# Jan Irhøj
Jan Irhøj (født 1954) er en dansk komponist, musikproducer og musiker. Han har gennem mange år arbejdet sammen med forfatteren Thorstein Thomsen om at udgive musik til børn, herunder Alle tiders ABC, Sange om Frede, Ole & Melanie, Max og Antonette, Badmads og flere andre. Irhøjs musik er endvidere brugt i flere danske film.
Irhøj er oprindeligt uddannet folkeskolelærer, men har siden 1989 koncentreret sig om musikken. Han spiller i flere orkestre og driver sit eget musikstudie (Irhøj Studio). Desuden er han formand for Danske Populær Autorers børnemusikudvalg.
Han er gift med foredragsholder og forfatter Mia Damhus.